# Карасук (Новосибирска област)
Карасук (на руски: Карасук) е град в Русия, административен център на Карасукски район, Новосибирска област. Населението на града към 1 януари 2018 година е 26 902 души.

## История
Селището е основано през 1912 година, през 1954 година получава статут на град.